# Gózd (województwo świętokrzyskie)
Gózd (dawn. Gózd-Zaszosie) – wieś w Polsce położona w województwie świętokrzyskim, w powiecie skarżyskim, w gminie Łączna.
| SIMC    | Nazwa           | Rodzaj    |
| ------- | --------------- | --------- |
| 0274163 | Koszary         | część wsi |
| 0274170 | Perzowata Górka | część wsi |

W latach 1975–1998 miejscowość administracyjnie należała do województwa kieleckiego.
Na terenie wsi znajduje się Gozd Radio Tower – Wieża SLR o wys. 104
(50°58′57,6″N 20°44′47,1″E/50,982667 20,746417)

## Historia
Gózd w wieku XIX, Gozd wieś w dobrach biskupów krakowskich po supremacji wieś rządowa, w powiecie kieleckim, gminie Suchedniów, parafii Wzdół (obecnie Wzdół Rządowy i Wzdół-Kolonia), leży przy trakcie bitym Kielecko-Radomskim.
W 1827 r. było tu 46 domów i 289 mieszkańców.